# Arnos Vale
Arnos Vale è un centro abitato di Trinidad e Tobago situato sull'isola di Tobago e facente parte della parrocchia di Saint David. Si trova vicino alla città di Plymouth.